# Demetrios Christodoulou
Demetrios Christodoulou (en griego: Δημήτριος Χριστοδούλου, nacido el 19 de octubre de 1951) es un matemático y físico griego, que se hizo famoso por su demostración, junto con Sergiu Klainerman, de la estabilidad no lineal del espacio-tiempo de Minkowski de la relatividad especial en el marco de la relatividad general.

## Biografía
Christodoulou nació en Atenas y recibió su doctorado en física de la Universidad de Princeton en 1971 bajo la dirección de John Archibald Wheeler. Después de puestos temporales en Caltech, CERN y el Instituto Max Planck de Física, se convirtió en Profesor de Matemáticas, primero en la Universidad de Syracuse, luego en el Instituto Courant y en la Universidad de Princeton, antes de ocupar su último puesto como Profesor de Matemáticas y Física en el ETH Zúrich en Suiza. Es profesor emérito desde enero de 2017. Tiene doble ciudadanía griega y estadounidense.

## Contribución científica
Sus tesis doctoral en Princeton, versaba sobre «Las investigaciones en el colapso gravitacional y la física de los agujeros negros». Christodoulou, conjuntamente con Remo Ruffini, en 1970-1971 introdujeron el importante concepto de los procesos reversibles e irreversibles en la física de los agujeros negros, así como el concepto de masa irreductible del agujero negro - una masa debajo de la cual un agujero negro existente no puede caer bajo cualquier manipulación con él de acuerdo con la física clásica, simultánea e independientemente de Hawking encontrar y basando de ese modo la segunda ley de la dinámica clásica agujeros negros. Después de eso, su trabajo comenzó a moverse hacia las matemáticas, concentrándose en los problemas de la gravedad y, más tarde, de la hidrodinámica. Hitos importantes en este camino fueron el estudio del análisis de la escuela francesa bajo la dirección de Yvonne Choquet-Bruhat en 1977-1981, y luego la cooperación con Yau Shintong en los Estados Unidos en 1981-1986.
En 1993, publicó un libro coautor con Klainerman en el que se presenta en detalle la prueba extraordinariamente difícil del resultado de la estabilidad. En ese año, fue nombrado miembro de MacArthur. En 1991, publicó un artículo que muestra que las masas de prueba de un detector de ondas gravitacionales sufren desplazamientos relativos permanentes después del paso de un tren de ondas gravitacionales, un efecto que se ha denominado "efecto de memoria no lineal". En el período 1987-1999 publicó una serie de artículos sobre el colapso gravitatorio de un campo escalar autogravitante esféricamente simétrico y la formación de agujeros negros y singularidades asociadas del espacio-tiempo. También mostró que, contrariamente a lo esperado, también ocurren singularidades que no están ocultas en un agujero negro. Sin embargo, luego mostró que tales "singularidades desnudas" son inestables. En 2000, Christodoulou publicó un libro sobre sistemas generales de ecuaciones diferenciales derivadas parciales de un principio variacional (o "principio de acción"). En 2007, publicó un libro sobre la formación de ondas de choque en fluidos tridimensionales . En 2009 publicó un libro donde se prueba un resultado que complementa el resultado de la estabilidad. A saber, que un flujo suficientemente fuerte de ondas gravitacionales entrantes conduce a la formación de un agujero negro.

## Premios y distinciones
Christodoulou ha recibido el Premio Bôcher, un prestigioso premio de la American Mathematical Society. La cita del Premio Bôcher menciona su trabajo en el campo escalar esféricamente simétrico, así como su trabajo sobre la estabilidad del espacio-tiempo de Minkowski. En 2008 fue galardonado con el premio Tomalla en gravitación. En 2011, él y Richard S. Hamilton ganaron el Premio Shaw en Ciencias Matemáticas, "por sus trabajos altamente innovadores sobre ecuaciones diferenciales parciales no lineales en geometría lorentziana y riemanniana y sus aplicaciones a la relatividad general y la topología". La cita de Christodoulou menciona su trabajo sobre la formación de agujeros negros por ondas gravitacionales, así como su trabajo anterior en el campo escalar autogravitante esféricamente simétrico y su trabajo con Klainerman sobre la estabilidad del espacio-tiempo de Minkowski. Christodoulou es miembro de la Academia Estadounidense de las Artes y las Ciencias y de la Academia Nacional de Ciencias de Estados Unidos. En 2012 se convirtió en miembro de la American Mathematical Society. En 2014 fue orador plenario en el ICM en Seúl. Desde 2016 también es miembro de la Academia Europæa.